# Severní Dakota
Severní Dakota (anglicky North Dakota  [ˌnɔrθ dəˈkoʊtə]IPA, oficiálně State of North Dakota) je stát nacházející se na severu Spojených států amerických, v oblasti západních severních států ve středozápadním regionu USA. Severní Dakota hraničí na východě s Minnesotou, na jihu s Jižní Dakotou, na západě s Montanou a na severu s kanadskými provinciemi Saskatchewan a Manitoba.
Se svou rozlohou 183 108 km² je Severní Dakota devatenáctým největším státem USA, v počtu obyvatel (800 tisíc) je však čtvrtým nejméně lidnatým státem a s hodnotou hustoty zalidnění 4 obyvatel na km² je rovněž na 47. místě. Hlavním městem je Bismarck se 70 tisíci obyvateli. Největšími městy jsou Fargo se 120 tisíci obyvateli, dále Grand Forks (60 tisíc obyv.), Minot (50 tisíc obyv.), West Fargo (35 tisíc obyv.) a Williston (30 tisíc obyv.). Nejvyšším bodem státu je vrchol White Butte s nadmořskou výškou 1069 m na jihozápadě státu. Největšími toky jsou řeky Red, která tvoří hranici s Minnesotou, a Missouri.
První Evropané se do oblasti Severní Dakoty dostali v roce 1738, východní část dnešního státu si od té doby nárokovala Nová Francie. Roku 1762 získali region na základě výsledku sedmileté války Španělé, kteří jej začlenili do místokrálovství Nové Španělsko. Francouzům se vrátil roku 1800, avšak celou jejich Louisianu odkoupily roku 1803 Spojené státy. Část území dnešní Severní Dakoty, která získala jméno ze siouxského slova „dakhóta“ (tj. „spojenci“), byla také do roku 1819 součástí britské země prince Ruprechta. Původní louisianské území bylo postupně částí teritorií louisianského, missourského, michiganského, wisconsinského, iowského, minnesotského a nebraského. Území bylo pouze ojediněle zalidněno, začátek osidlování Američany spadá až do druhé poloviny 19. století. Tehdy, v roce 1861, bylo zřízeno vlastní dakotské teritorium, které bylo roku 1889 rozděleno. Jeho severní část se 2. listopadu 1889 jako Severní Dakota stala 39. státem USA.

## Historie
Před příchodem kolonizátorů obývali území Dakoty indiáni kmene Siouxů. Byl to početný kmen, který vynikal nejen svou houževnatostí, ale i krutostí. Nesmlouvali s nepřítelem, většinou bojovali do posledního muže. V případě bělochů byla jejich nenávist k nepříteli ještě znásobena. Mnoho zajatců bylo zabito umučením u kůlu či jinou bolestivou smrtí. První běloši se zde objevili v druhé polovině 18. století. Byli uchváceni panenskou přírodou Dakoty, ale i jejím přírodním bohatstvím, včetně zlata a diamantů. Po postupném vytlačení indiánů na území dnešní Montany se sem přistěhovalo mnoho osadníků, včetně kovbojů a banditů, kterým šlo především o zlato. Dne 2. listopadu 1889 byla Severní Dakota ustanovena 39. státem USA (ve stejný den jako Jižní Dakota).

## Geografie
Na severu má Severní Dakota společnou hranici s Kanadou. Na západě leží Montana, na jihu Jižní Dakota. Na východě za Červenou řekou leží Minnesota. Severní Dakota je hlavně stát velkých farem a polí. Farmy se táhnou přes zvlněné roviny od Červeného říčního údolí na východě až k drsnému Badlands na západě. Západ Severní Dakoty je tvořen krásnou kopcovitou krajinou, plnou jehličnatých lesů a čistých jezer.
- Nejvyšší bod je 1 069 m nad mořem.
- Nejnižší bod je 229 m nad mořem.
- Průměrná nadmořská výška je 580 m nad mořem.
- Šířka státu je 340 km.
- Délka státu je 545 km.

## Demografie
Podle sčítání lidu z roku 2010 zde žilo 672 591 obyvatel. Běloši jsou většinou německého a skandinávského původu.
- Hlavní město je Bismarck (55 532 obyvatel).
- Největší město je Fargo (90 599 obyvatel).

### Rasové složení
- 90,0 % Bílí Američané
- 1,2 % Afroameričané
- 5,4 % Američtí indiáni
- 1,0 % Asijští Američané
- 0,0 % Pacifičtí ostrované
- 0,5 % Jiná rasa
- 1,8 % Dvě nebo více ras

Obyvatelé hispánského nebo latinskoamerického původu, bez ohledu na rasu, tvořili 2,0 % populace.

### Náboženství
- křesťané 86 %
  - protestanti 52 %
    - luteráni 35 %
    - metodisté 7 %
    - baptisté 6 %
    - letniční 3 %
    - ostatní protestanti 1 %

  - římští katolíci 30 %
  - ostatní křesťané 4 %
- muslimové 2 %
- jiná náboženství 2 %
- bez vyznání 10 %

## Ekonomika
HDP Severní Dakoty byl v roce 2013 36,8 miliard dolarů. Příjem na hlavu v tomto roce činil 50 899 dolarů, což je 16. místo v USA. Pro ekonomiku je klíčová těžba ropy, která způsobuje, že HDP Severní Dakoty roste nejrychleji ze všech států USA. Důležitým a tradičním sektorem je také zemědělství, neboť i přes nízkou hustotu zalidnění je většina rozlohy státu obdělávaná.
- Hlavními zemědělskými produkty jsou: pšenice, ječmen, chov dobytka, mléko, cukrová řepa.
- Průmysl je zastoupen hlavně: zpracováním potravin, těžbou nerostných surovin.
- V poslední době má velké zastoupení těžba ropy a to především těžba z břidlic, jež činí až čtyři miliardy barelů této suroviny.
- Významnou úlohu má turistika.

## Paleontologie
Tento americký stát je významný také svým paleontologickým bohatstvím, a to zejména početnými objevy fosilií druhohorních dinosaurů. Například lokalita Tanis je známá jako jediné místo na světě, kde je možné zkoumat přímé účinky dopadu asteroidu Chicxulub na konci období křídy před 66 miliony let.